# Complicated (Rolling Stoneslåt)
Complicated är tionde spåret på Rolling Stones musikalbum Between the Buttons, släppt i februari 1967. Rocklåten skrevs av Mick Jagger och Keith Richards och spelades in 3 - 11 augusti 1966.
Texten handlar om att en människa inte ser ut för vad hon verkligen är. "She looks so simple in her way / Does the same thing every day" ("Hon ser så okonstlad ut på sitt sätt / Gör samma sak varje dag"), lyder de inledande stroferna på den tre minuter och 16 sekunder långa låten. Refräng: "She's very complicated" ("Hon är mycket komplicerad").

## Medverkande musiker
- Mick Jagger - sång, bakgrundssång och slagverk
- Keith Richards - elgitarr och bakgrundssång
- Bill Wyman - elbas
- Brian Jones - elorgel och slagverk
- Charlie Watts - trummor
- Ian Stewart - piano